# George Hamilton-Gordon, 4. Earl of Aberdeen

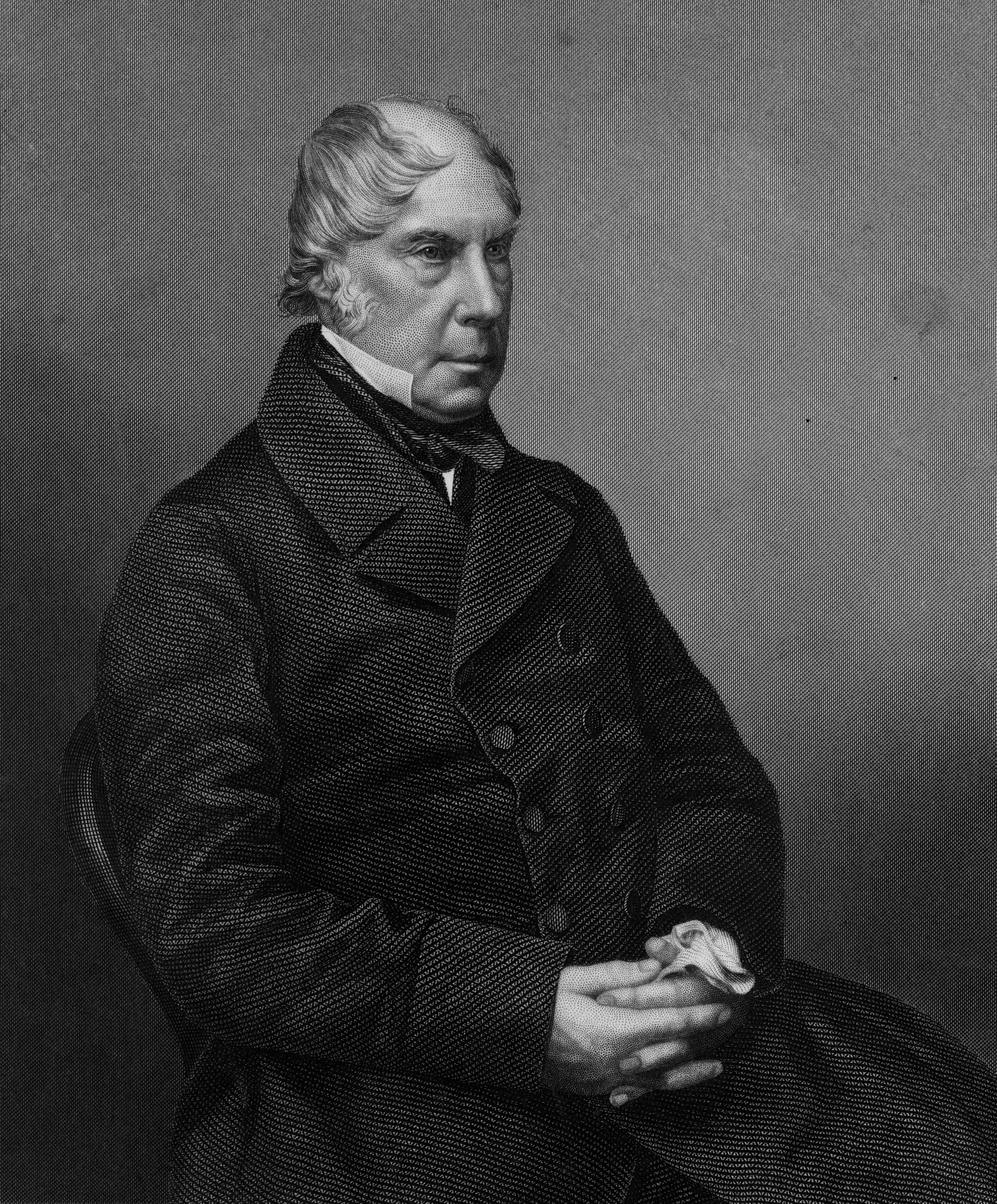
Thomas Lawrence: George Hamilton-Gordon, 4. Earl of Aberdeen (1851)

George Hamilton-Gordon, 4. Earl of Aberdeen KG, KT, PC (* 28. Januar 1784 in Edinburgh; † 14. Dezember 1860 in London) war ein britischer Staatsmann und von 1852 bis 1855 Premierminister. Er führte sein Land in den Krimkrieg.

## Leben
George Hamilton-Gordon wurde als George Gordon geboren und war der älteste Sohn von George Gordon, Lord Haddo (1764–1791) und dessen Gattin Charlotte Baird († 1795). Sein Vater war der älteste Sohn und Erbe von George Gordon, 3. Earl of Aberdeen (1722–1801). George Hamilton-Gordon verlor seine Eltern in jungen Jahren. Beim Tod seines Vaters, 1791, wurde er Heir apparent seines Großvaters und führte als solcher fortan den Höflichkeitstitel Lord Haddo. Mit dem Tod seines Großvaters erbte er 1801 dessen Adelstitel als 4. Earl of Aberdeen.
Er wurde an der traditionsreichen Privatschule Harrow, wo Lord Palmerston, Robert Peel und Lord Byron seine Studiengenossen waren, und später am St. John’s College der Universität Cambridge ausgebildet. Nach dem Ende seiner Studien begleitete er 1801 Lord Cornwallis als Gesandtschaftsattaché nach Paris zu den Verhandlungen zum Frieden von Amiens.
Nachdem er 1804 in Cambridge den Magistergrad erworben hatte, bereiste Lord Aberdeen Griechenland, gründete nach seiner Heimkehr die Athenian Society, beschäftigte sich mit klassischen Studien und veröffentlichte Untersuchungen über die Topographie von Troja sowie über die Prinzipien der Schönheit in der griechischen Baukunst.
1806 wurde Lord Aberdeen zum schottischen Representative Peer gewählt und schloss sich im Oberhaus den Tories an; als Redner trat er aber erst 1810 auf, als er die Antwortadresse auf die Thronrede des Prinz-Regenten beantragte. Bereits 1808 war er zum Knight Companion des Distelordens geschlagen worden.
Im Jahr 1813 wurde er als Sonderbotschafter nach Wien geschickt, um in Teplitz nach Bildung der österreich-russisch-preußischen Koalition einen Bündnisvertrag Großbritanniens mit Österreich gegen Napoleon abzuschließen. Als Beobachter erlebte er die Schlachten bei Großgörschen und Bautzen sowie zusammen mit Wilhelm von Humboldt die Leipziger Völkerschlacht.
In Neapel trug Lord Aberdeen 1814 dazu bei, dass Murat die Seiten wechselte und sich gegen Napoleon stellte. Lord Aberdeen war einer der Unterzeichner des Vertrags, der am 1. Juni 1814 die Herrschaft der Bourbonen über Frankreich restaurierte. In Anerkennung seiner Verdienste wurde er am 22. Juli 1814 ins Privy Council aufgenommen und ihm am 16. Juli 1814 der Titel Viscount Gordon, of Aberdeen in the County of Aberdeen, verliehen. Dieser Adelstitel gehört zur Peerage of the United Kingdom und war ihm Gegensatz zu seinen schottischen Titeln mit einem erblichen Sitz im Oberhaus verbunden. Im Oberhaus stimmte er regelmäßig mit den Tories und sprach sich sowohl gegen die Aufhebung der Getreidezölle und die Emanzipation der Katholiken als auch gegen die Anerkennung der südamerikanischen Republiken und die auswärtige Politik von Premierminister George Canning aus.
Nachdem er 1818 beim Tod seines Schwiegervaters John Hamilton, 1. Marquess of Abercorn, dessen Generalerbe war, ergänzte er mit Royal Licence vom 13. November 1818 seinen Familiennamen zu „Hamilton-Gordon“ und nahm dessen Wappen in seines auf.
1828 trat Lord Aberdeen als Chancellor of the Duchy of Lancaster erstmals in eine britische Regierung ein. Danach war er zweimal Außenminister, einmal unter dem Duke of Wellington von 1828 bis 1830, dann unter Sir Robert Peel (von 1841 bis 1846). In diese Zeit fällt das Ende des Krieges mit China sowie der Ausbau der Beziehungen zu den Vereinigten Staaten. Anders als in seinem vorhergehenden politischen Wirken sprach er sich in dieser Funktion für die Katholikenemanzipation aus und hielt entschieden am Prinzip der unbedingten Nichteinmischung in fremde Angelegenheiten fest, insbesondere nach der Julirevolution in Frankreich. 1830 war er an den Verhandlungen zur Gründung des Königreichs Belgien beteiligt, trat aber vor deren Beendigung im November 1830 mit dem Kabinett Wellington zurück. Unter der Regierung Peel war Lord Aberdeen ab 1834 zunächst Kriegs- und Kolonialminister, ab 1841 dann Außenminister. In dieser Zeit vertrat er erheblich liberalere Standpunkte als zuvor. Nach der Aufhebung der Getreidezollgesetze 1846 trat er zurück.
Die auswärtige Politik Lord Palmerstons bekämpfte Lord Aberdeen, schloss sich aber den Konservativen nicht wieder an und wies auch einen ihm von Lord Derby angebotenen Sitz in der Regierung im Februar 1852 ab.
1852 wurde Lord Aberdeen als Nachfolger des zurückgetretenen Lord Derby Premierminister einer Koalitionsregierung aus politischen Konservativen und Liberalen, die anfangs sehr beliebt war, bei der zögerlichen Allianz mit Frankreich und dem Osmanischen Reich in der Misswirtschaft des Krimkrieges allerdings rapide an Popularität verlor. Im Februar 1855 wurde er zum Rücktritt gezwungen. Kurz darauf wurde er als Knight Companion in den Hosenbandorden aufgenommen.
1808 wurde er zum Fellow der Royal Society gewählt. Seit 1849 war er Fellow der Royal Society of Edinburgh.

## Ehen und Nachkommen
Lord Aberdeen war dreimal verheiratet. In erster Ehe heiratete er 1805 Lady Catherine Elizabeth Hamilton (1784–1812), Tochter des John Hamilton, 1. Marquess of Abercorn. Das Paar hatte drei Töchter und einen Sohn, die jedoch alle vor ihrem Vater starben. 1815 heiratete er in zweiter Ehe Harriet Douglas (1792–1833), Tochter des Hon. John Douglas (1756–1818) und Enkelin des James Douglas, 14. Earl of Morton, sowie Witwe seines Schwagers aus erster Ehe James Hamilton, Viscount Hamilton (1786–1814). Mit ihr hatte er vier Söhne und eine Tochter:
- George John James Hamilton-Gordon, 5. Earl of Aberdeen (1816–1864);
- Hon. Sir Alexander Hamilton-Gordon (1817–1890), General der British Army, M.P. für Aberdeenshire;
- Hon. Frances Hamilton-Gordon (1819–1834);
- Reverend Hon. Douglas Hamilton-Gordon (1824–1901), Hofkaplan für Königin Victoria;
- Arthur Hamilton-Gordon, 1. Baron Stanmore (1829–1912).

Als er 1860 starb, erbte sein ältester überlebender Sohn George seine Adelstitel.